# 脊柱管

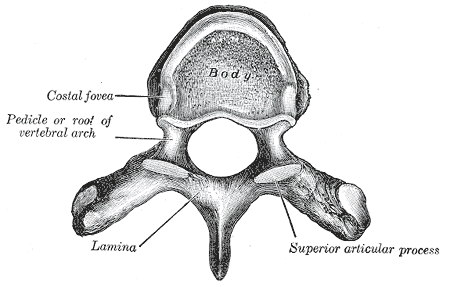

脊柱管（せきちゅうかん、英語：vertebral canalまたはspinal canal、ラテン語：canalis vertebralis）とは、脊椎の椎孔が連なってできた細長い空間を指す。『生理学』という用語を初めて導入したとされるフランスの医師、生理学者であるジャン・フェルネルが初めて記述した。上は大孔（大後頭孔）を通って頭蓋内に続き、下は仙骨の中で閉じている。脊柱管の内容物でもっとも重要なのは脊髄であり、その周りの構造は脊髄を守るためのものと考えることができる。
脊柱管の構造は、その水平断面を考えるとわかりやすい。椎骨を中ほどの高さで切ったとき、脊柱管の断面は正中に円く現れる。これはすなわち切られた椎骨の椎孔の断面でもある。その後方には棘突起、両外側には横突起、前方には椎体がある。脊柱管の体積のうち大部分は脊髄が占めている。脊柱管の断面を円とみなしたとき、中心のところにあるのが脊髄で、その周りでは中心に近いほうから順に軟膜、クモ膜下腔、クモ膜、硬膜、内椎骨静脈叢を入れた結合組織、椎骨の骨膜が層をなして脊髄を取り囲んでいる。骨膜は椎骨と密着しているので、脊柱管を内張りするような形になる。
脊髄の外側では、脊髄神経の前根と後根の間から、歯状靭帯という一対の靭帯が出る。歯状靭帯はクモ膜下腔とクモ膜を貫いて軟膜と硬膜を結び、脊髄を硬膜の中で動きまわらないように支えている。歯状靭帯は軟膜に一本ずつの細長い線を描いて付着し、脊柱管に沿って薄い膜の形に延びているが、硬膜の側では尖り、ある程度の距離をおいた点ごとに硬膜に付いている。歯状靭帯が硬膜に付く点は脊柱管の全体に片方で20箇所程度ある。この様子が（全体の薄く細長い形も含めて）鋸の歯に似ていることから「歯状」の名がある。
脊髄神経の前根と後根は合わさって、椎間孔から脊柱管を出る。椎間孔とは、隣り合った椎骨の突起が合わさって脊柱管を作るとき、両外側に開いた窓のような隙間である。椎間孔を出た脊髄神経はすぐに脊髄神経節を作り、そこから前枝と後枝に分かれてそれぞれの支配域に向かう。脊髄神経の出口は、その根が脊髄から出た場所よりも下にある。この差はより下の脊髄神経について大きく、腰椎の椎間孔から出る脊髄神経の根は、かなり上から長い距離を下ってきている。そのため、脊髄の本体は第2腰椎あたりの高さで終わるのに、その下にも脊髄神経の根が馬尾と呼ばれる束をなして下の出口へ延びている。
隣り合う椎骨の椎体は椎間板を挟んでいる。椎間板は椎間孔の高さに近く、その高さにおいて脊柱管の前壁をなしている。
以上の記述は脊柱管の全体に通用するものだが、脊椎の様子は部分ごとにかなり違うので、より詳しくは椎骨・頚椎・胸椎・腰椎・仙椎を参照されよ。